# 28 listopada
28 listopada jest 332. (w latach przestępnych 333.) dniem w kalendarzu gregoriańskim. Do końca roku pozostaje 33 dni.

## Święta
- Imieniny obchodzą: Berta, Eustachy, Feliks, Ginter, Gościrad, Grzegorz, Guncerz, Gunter, Jakub, Krescenty (Krescencjusz, Krescens), Kwieta, Lesław, Lesława, Manswet, Radowit, Rufus, Sostenes, Stefan, Teodora, Tristan, Urban, Walerian, Zdziesław i Zdzisław.
- Albania – Święto Niepodległości
- Czad – Dzień Proklamacji Republiki
- Kościół Katolicki Mariawitów – wspomnienie św. Antoniny Wiłuckiej arcykapłanki
- Mauretania – Święto Niepodległości
- Panama – Święto Niepodległości
- Wspomnienia i święta w Kościele katolickim[1][2] obchodzą:
  - Św. Jakub z Marchii (prezbiter)
  - Św. Józef Pignatelli (prezbiter) (również 14 lub 15 listopada)
  - Św. Stefan Młodszy († 764, męczennik z Konstantynopola)

## Wydarzenia w Polsce
- 1520 – Wojna polsko-krzyżacka: polskie pospolite ruszenie odbiło Chojnice.
- 1561 – Inflanty i Polska zawarły pakt wileński.
- 1620 – Bogusław XIV został księciem szczecińskim.
- 1621 – IV wojna polsko-szwedzka: zwycięstwo wojsk polskich w bitwie nad Kropimojzą.
- 1627 – V wojna polsko-szwedzka: zwycięstwo floty polskiej w bitwie pod Oliwą.
- 1670 – Pułkownik wojsk koronnych Krystian Kalkstein, jeden z przywódców opozycji antyelektorskiej w Prusach Książęcych i rzecznik ich zespolenia z Polską, został uprowadzony z Warszawy przez agentów elektora brandenburskiego Fryderyka Wilhelma I i uwięziony na zamku w Kłajpedzie.
- 1844 – Otwarto pierwszy odcinek Kolei Warszawsko-Wiedeńskiej Warszawa-Pruszków.
- 1848 – Poświęcono cerkiew Wszystkich Świętych w Piotrkowie Trybunalskim.
- 1906 – Władze carskie zalegalizowały działalność Związku Mariawitów.
- 1908 – W pierwszą rocznicę śmierci Stanisława Wyspiańskiego po raz pierwszy wystawiono jego dramat Noc listopadowa.
- 1912 – W Lublinie uruchomiono miejską komunikację autobusową.
- 1918 – Tymczasowy Naczelnik Państwa Józef Piłsudski wydał dekret o ordynacji wyborczej do Sejmu Ustawodawczego oraz rozkaz o utworzeniu Marynarki Wojennej RP, której szefem został płk Bogumił Nowotny.
- 1921 – Stanisław Nowodworski został prezydentem Warszawy.
- 1924 – Abp Bolesław Twardowski poświęcił kaplicę na Cmentarzu Obrońców Lwowa.
- 1942:
  - Na ulicy w Warszawie został zamordowany w niewyjaśnionych okolicznościach I sekretarz KC PPR Marceli Nowotko.
  - Oddział Gwardii Ludowej rozbił obóz pracy przymusowej w Zakrzówku koło Iłży i uwolnił ponad 100 więźniów.
  - W nocy z 27 na 28 listopada Niemcy rozpoczęli masowe wysiedlenia Polaków z Zamojszczyzny.
- 1944:
  - Adolf Hitler wydał rozkaz o utworzeniu Twierdzy Kołobrzeg.
  - Koło Bochni w akcji przeprowadzonej przez ODB (Obozową Drużynę Bojową, względnie Oddział Dywersyjno-Bojowy) porucznika Józefa Lessera (ps. „Jastrząb“), którą dowodził jego zastępca Stanisław Nowak (ps. „Iskra“), zginął dowódca niemieckiej 10. Dywizji Grenadierów Pancernych generał major Walter Herold.
- 1965 – Otwarto Muzeum Więzienia Pawiak.
- 1967 – W FSO w Warszawie rozpoczęto produkcję Fiata 125p.
- 1982:
  - 18 górników zginęło wskutek wybuchu pyłu węglowego w KWK „Dymitrow" w Bytomiu.
  - W Krakowie odsłonięto pomnik Stanisława Wyspiańskiego.
- 1984 – W Centralnym Szpitalu Klinicznym Wojskowej Akademii Medycznej w Warszawie zespół pod kierunkiem prof. Wiesława Jędrzejczaka przeprowadził pierwszy w kraju przeszczep szpiku kostnego od spokrewnionego dawcy.
- 1990 – Wrocław, jako drugie polskie miasto po Warszawie, został podłączony do Internetu.
- 1992 – W Nadarzynie oddano do użytku Biuro Oddziału Świadków Jehowy w Polsce.
- 2003 – Premiera filmu Nienasycenie w reżyserii Wiktora Grodeckiego.
- 2008 – Premiera filmu Mała Moskwa w reżyserii Waldemara Krzystka.
- 2019 – Weszła do służby korweta patrolowa ORP „Ślązak”.

## Wydarzenia na świecie
- 587 – W Andelot król Austrazji Childebert II i król Burgundii Guntram I podpisali porozumienie o stosunkach między oboma królestwami oraz o sukcesji burgundzkiej.
- 1414 – Podczas soboru w Konstancji został aresztowany pod zarzutem herezji Jan Hus.
- 1443 – Albańscy powstańcy ze Skanderbegiem na czele zdobyli miasto Kruja w środkowej Albanii.
- 1465 – Przedstawiciele katolickiej szlachty czeskiej zawiązali na zamku Zelená Hora unię przeciwko husyckiemu królowi Czech Jerzemu z Podiebradów.
- 1520 – Wyprawa kierowana przez Ferdynanda Magellana wpłynęła na ocean, który Magellan nazwał Morzem Spokojnym.
- 1654 – Zawarto traktat pokojowy kończący I wojnę szwedzko-bremeńską.
- 1660 – W Londynie założono Royal Society.
- 1676 – Kardynał Veríssimo de Lencastre został generalnym inkwizytorem Portugalii.
- 1706 – Przyszły król Prus i elektor Brandenburgii Fryderyk Wilhelm I ożenił się z Zofią Dorotą Hanowerską.
- 1708 – Król Prus i elektor Brandenburgii Fryderyk I poślubił swą trzecią żonę Zofię Ludwikę Mecklenburg-Schwerin.
- 1715 – Król Hiszpanii Filip V wydał trzeci z Dekretów de Nueva Planta przeznaczony dla Królestwa Majorki.
- 1718 – Caspar van Citters został wielkim pensjonariuszem Zelandii.
- 1729 – Naczezi i ich sprzymierzeńcy całkowicie zniszczyli kolonię francuską w Fort Rosalie w Missisipi, zabijając ponad 200 kolonistów i biorąc do niewoli 300 kobiet, dzieci i niewolników.
- 1793 – I koalicja antyfrancuska: rozpoczęła się bitwa pod Kaiserslautern.
- 1803 – Zwycięstwo wojsk brytyjskich nad Marathami w bitwie pod Argaonem w Indiach.
- 1811 – W Lipsku odbyło się premierowe wykonanie V koncertu fortepianowego Ludwiga van Beethovena.
- 1814 – Król Hiszpanii Ferdynand VII ustanowił Order Świętego Hermenegilda, nadawany członkom sił zbrojnych oraz Gwardii Cywilnej za długoletnią nienaganną służbę.
- 1821 – Panama proklamowała niepodległość (od Hiszpanii).
- 1848 – Berno zostało wybrane na stolicę Szwajcarii.
- 1865 – Mariano Ignacio Prado został po raz drugi prezydentem Peru.
- 1870 – Wojna francusko-pruska: zwycięstwo wojsk pruskich w bitwie pod Beaune-la-Rolande.
- 1872:
  - Dokonano pierwszego wejścia na szczyt wulkanu Cotopaxi (5897 m) w Ekwadorze.
  - Rozpoczęła się wojna Amerykanów z Modokami.
- 1883 – Austriacki astronom Johann Palisa odkrył planetoidę (235) Carolina.
- 1885:
  - III wojna brytyjsko-birmańska: wojska brytyjskie odniosły decydujące zwycięstwo zdobywając stolicę Birmy Mandalaj.
  - Zwycięstwem wojsk bułgarskich zakończyła się wojna serbsko-bułgarska.
- 1888 – W Czechach otwarto pierwszy odcinek Kolei Izerskiej.
- 1892 – Francuski astronom Auguste Charlois odkrył planetoidy: (347) Pariana i (348) May.
- 1893 – Na Nowej Zelandii odbyły się wybory parlamentarne, pierwsze po przyznaniu po raz trzeci na świecie czynnego prawa wyborczego kobietom (po Terytorium Wyoming w 1869 i Wyspie Man w 1881 roku).
- 1907 – Założono portugalski klub sportowy Leixões SC.
- 1912 – We Wlorze została ogłoszona Albańska Deklaracja Niepodległości (od Imperium Osmańskiego).
- 1916 – I wojna światowa: pod Prunaru miała miejsce szarża rumuńskiej kawalerii na pozycje niemieckie, zakończona jej masakrą ogniem karabinów maszynowych.
- 1918:
  - Powstał marionetkowy Tymczasowy Robotniczo-Chłopski Rząd Ukrainy z Jurijem Piatakowem na czele.
  - Teodor Teodorow został premierem Bułgarii.
  - Wybuchła wojna estońsko-bolszewicka.
- 1919:
  - Nancy Astor jako pierwsza kobieta została wybrana do brytyjskiej Izby Gmin.
  - Zainaugurował działalność teatr Großes Schauspielhaus w Berlinie.
- 1920 – W Królestwie Serbów, Chorwatów i Słoweńców odbyły się wybory do Konstytuanty.
- 1921 – Założono Komunistyczny Uniwersytet Mniejszości Narodowych Zachodu im. Juliana Marchlewskiego w Moskwie.
- 1922 – Wykonano wyroki śmierci na greckich politykach i wojskowych, skazanych w tzw. procesie sześciu za doprowadzenie do klęski w wojnie grecko-tureckiej.
- 1925 – Aristide Briand został po raz piąty premierem Francji.
- 1928 – Założono indonezyjski klub piłkarski Persija Dżakarta.
- 1929 – Amerykański pilot Richard Byrd po raz pierwszy przeleciał samolotem nad biegunem południowym.
- 1933 – Amerykański fizyk i konstruktor Robert J. Van de Graaff zakończył budowę generatora własnego projektu, który był w stanie wytworzyć napięcie 7 000 000 V.
- 1937 – Józef Stalin podpisał wniosek o rozwiązanie Komunistycznej Partii Polski.
- 1938 – Rozpoczęło emisję Radio Tirana.
- 1939 – ZSRR zerwał pakt o nieagresji z Finlandią.
- 1940:
  - Premiera niemieckiego filmu propagandowego Wieczny Żyd w reżyserii Fritza Hipplera.
  - W czasie niemieckiego nalotu na Liverpool w wyniku uderzenia bomby w schron przeciwlotniczy przy Durning Road zginęło 166 osób.
- 1941:
  - II wojna światowa w Afryce: ostatnie włoskie jednostki skapitulowały przed Brytyjczykami w mieście Gondar w Etiopii; likwidacja Włoskiej Afryki Wschodniej.
  - Kampania śródziemnomorska: niemiecki okręt podwodny U-95 został zatopiony przez holenderski okręt tej samej klasy O 21. Zginęło 35 członków załogi, 12 (w tym dowódca) zdołało się uratować.
- 1942:
  - 492 osoby zginęły w pożarze klubu nocnego w Bostonie.
  - Niemiecki okręt podwodny U-177 storpedował i zatopił na Oceanie Indyjskim brytyjski transportowiec RMS „Nova Scotia“, w wyniku czego zginęło 858 spośród 1052 osób na pokładzie.
- 1943 – Rozpoczęła się konferencja teherańska – spotkanie przywódców koalicji antyhitlerowskiej (tzw. wielkiej trójki).
- 1944 – Albania została ogłoszona republiką ludową. Władzę przejęła komunistyczna Albańska Partia Pracy kierowana przez Envera Hodżę.
- 1945 – Trzęsienie ziemi o magnitudzie 8,2 i wywołane nim tsunami zabiły w prowincji Beludżystan w dzisiejszym Pakistanie około 4 tys. osób.
- 1947 – W katastrofie lotniczej w Colomb-Béchar (obecnie Baszszar) w Algierii zginął francuski generał Philippe Marie Leclerc.
- 1952 – Założono węgierski klub piłkarski Paksi FC.
- 1956 – Premiera francusko-włoskiego filmu I Bóg stworzył kobietę w reżyserii Rogera Vadima.
- 1958:
  - Czad, Gabon, Mauretania i Kongo stały się autonomicznymi republikami w ramach Wspólnoty Francuskiej.
  - Telewizja Słoweńska rozpoczęła emisję programu.
- 1960 – Mauretania uzyskała niepodległość (od Francji).
- 1964:
  - NASA wystrzeliła w kierunku Marsa sondę Mariner 4.
  - W Hanowerze została założona neonazistowska Narodowodemokratyczna Partia Niemiec (NPD).
- 1966:
  - Pierwszy (nieudany) start radzieckiej rakiety nośnej Sojuz.
  - W Burundi w wyniku przewrotu obalono monarchię i proklamowano republikę.
- 1967 – Wojska brytyjskie opuściły Jemen Południowy.
- 1971:
  - Juan María Bordaberry wygrał wybory prezydenckie w Urugwaju.
  - W Kairze został zamordowany przez terrorystów z palestyńskiej organizacji „Czarny Wrzesień” premier Jordanii Wasif al-Tal.
- 1972 – 62 osoby zginęły w katastrofie japońskiego samolotu Douglas DC-8 pod Moskwą.
- 1974:
  - Gen. Teferi Benti został szefem państwa i rządu Etiopii.
  - W trakcie koncertu Eltona Johna w hali Madison Square Garden w Nowym Jorku po raz ostatni na scenie wystąpił John Lennon.
- 1975 – Timor Wschodni ogłosił niepodległość (od Portugalii).
- 1979:
  - 257 osób zginęło, gdy odbywający lot widokowy McDonnell Douglas DC-10 linii Air New Zealand uderzył w zbocze wulkanu Erebus na Antarktydzie.
  - Papież Jan Paweł II rozpoczął podróż apostolską do Turcji.
- 1980 – Wojna iracko-irańska: rozpoczęła się dwudniowa irańska operacja „Morvarid”, w wyniku której zniszczonych zostało około 70% jednostek irackiej marynarki wojennej.
- 1981 – Rozpoczęły się objawienia Matki Bożej w Kibeho w Rwandzie.
- 1982 – Papież Jan Paweł II ogłosił konstytucję apostolską Ut sit, powołującą do życia prałaturę personalną Opus Dei.
- 1983:
  - 53 osoby zginęły w katastrofie samolotu Fokker F-28 w nigeryjskim mieście Enugu.
  - Niemiec Ulf Merbold, jako pierwszy w historii cudzoziemiec, wziął udział w amerykańskiej misji kosmicznej (na wahadłowcu Columbia).
  - Urodził się 25-milionowy obywatel Kanady.
- 1987 – Południowoafrykański Boeing 747 spadł do Oceanu Indyjskiego u wybrzeży Mauritiusa, w wyniku czego zginęło 159 osób.
- 1989 – Kanclerz Helmut Kohl przedstawił dziesięciopunktowy program zjednoczenia Niemiec.
- 1990 – Margaret Thatcher zakończyła urzędowanie na stanowisku premiera Wielkiej Brytanii. Jej następcą został John Major.
- 1991 – Osetia Południowa ogłosiła niepodległość (od Gruzji).
- 1994:
  - Norwegowie po raz drugi odrzucili w referendum możliwość przystąpienia kraju do Unii Europejskiej.
  - Unia Europejska i Mołdawia podpisały układ o partnerstwie i współpracy.
- 1996 – Jiang Zemin jako pierwszy w historii przywódca ChRL przybył z wizytą do Indii.
- 2000:
  - Holenderski parlament zalegalizował eutanazję
  - Opozycyjny ukraiński polityk Ołeksadr Moroz ujawnił nagrania, na których prezydent Łeonid Kuczma nakłania oficerów milicji do porwania dziennikarza Georgija Gongadzego.
- 2002:
  - 15 osób (w tym 5 Izraelczyków i 3 zamachowców) zginęło w zamachu bombowym na żydowski hotel w kenijskiej mieście Mombasie.
  - 200-milionowa osoba zwiedziła Wieżę Eiffla.
- 2003 – Francuskie superszybkie pociągi TGV przekroczyły granicę miliarda przewiezionych pasażerów.
- 2004:
  - 166 górników zginęło w katastrofie w kopalni węgla kamiennego w pobliżu miasta Tongchuan w środkowych Chinach.
  - Nicolas Sarkozy został przewodniczącym Unii na rzecz Ruchu Ludowego (UMP).
  - Pierwsza tura wyborów na prezydenta Rumunii i Wybory parlamentarne w Rumunii w 2004 roku
- 2006 – Rozpoczęła się podróż papieża Benedykta XVI do Turcji.
- 2009 – Urzędujący prezydent Namibii Hifikepunye Pohamba został wybrany na II kadencję.
- 2010:
  - Odbyła się II tura wyborów prezydenckich na Wybrzeżu Kości Słoniowej, po której swoje zwycięstwo ogłosili urzędujący prezydent Laurent Gbagbo i były premier Alassane Ouattara, co doprowadziło do kryzysu politycznego i wznowienia wojny domowej.
  - Sojusz na rzecz Integracji Europejskiej wygrał wybory parlamentarne w Mołdawii.
- 2012 – Wojna domowa w Syrii: co najmniej 54 osoby zginęły, a 120 zostało rannych w wyniku eksplozji 4 bomb w dzielnicy Damaszku Dżamarana.
- 2013 – Landtag Badenii-Wirtembergii zdecydował o utworzeniu z dniem 1 stycznia 2014 roku pierwszego w tym kraju związkowym Parku Narodowego Schwarzwaldu o powierzchni 10 062 ha.
- 2014:
  - Dwóch zamachowców-samobójców wysadziło się w powietrze w meczecie w Kano na północy Nigerii, a następnie kilkunastu napastników otworzyło ogień do uciekających z niego wiernych. Zginęło 120 osób, a 270 zostało rannych.
  - Papież Franciszek rozpoczął wizytę w Turcji.
  - Wszedł do służby w Royal Australian Navy okręt desantowy HMAS „Canberra”, będący największą jednostką wojenną w historii Australii.
- 2015 – Brytyjski pięściarz Tyson Fury pokonał jednogłośnie na punkty Ukraińca Władimira Kliczkę w walce o mistrzostwo świata w wadze ciężkiej federacji WBA, WBO i IBF w Düsseldorfie. Kliczko stracił tytuł po 12 latach.
- 2016:
  - 71 osób zginęło, a 6 zostało rannych w katastrofie należącego do LaMia Airlines samolotu Agro RJ-85, którym na mecz do Medellín w Kolumbii lecieli piłkarze brazylijskiej drużyny Chapecoense.
  - Duško Marković został premierem Czarnogóry.
- 2018 – Salome Zurabiszwili wygrała w II turze wybory prezydenckie w Gruzji.
- 2021 – Xiomara Castro wygrała wybory prezydenckie w Hondurasie.

## Urodzili się
- 1118 – Manuel I Komnen, cesarz bizantyński (zm. 1180)
- 1489 – Małgorzata Tudor, królowa Szkocji (zm. 1541)
- 1531 – Georgia, księżniczka pomorska, hrabina na Łabiszynie (zm. 1573/74)
- 1556 – Francesco Contarini, doża Wenecji (zm. 1624)
- 1592 – Hong Taiji, cesarz Mandżurii (zm. 1643)
- 1612 – Andrzej Wildau, burmistrz Cieszyna (zm. 1686)
- 1623 – Giovanni Battista Caccioli, włoski malarz (zm. 1675)
- 1628 – John Bunyan, angielski pisarz i kaznodzieja protestancki (zm. 1688)
- 1631 – Abraham Brueghel, flamandzki malarz (zm. 1690)
- 1632 – Jean-Baptiste Lully, francuski kompozytor pochodzenia włoskiego (zm. 1687)
- 1640 – Willem de Vlamingh, flamandzki kapitan, odkrywca (zm. ok. 1698)
- 1660 – Maria Anna, księżniczka bawarska, delfina Francji (zm. 1690)
- 1693 – Anthonie van der Heim, holenderski polityk, wielki pensjonariusz Holandii (zm. 1746)
- 1700:
  - Nathaniel Bliss, brytyjski duchowny anglikański, astronom (zm. 1764)
  - Zofia Magdalena, królowa Danii i Norwegii (zm. 1770)
- 1718 – Hedvig Charlotta Nordenflycht, szwedzka poetka, feministka (zm. 1763)
- 1740 – Andrzej Gawroński, polski duchowny katolicki, biskup krakowski (zm. 1813)
- 1756 – Maria Magdalena Postel, francuska zakonnica, święta (zm. 1846)
- 1757 – William Blake, brytyjski poeta, prozaik, malarz, rytownik, drukarz, mistyk (zm. 1827)
- 1771 – Walerian Zubow, rosyjski generał (zm. 1804)
- 1772 – Luke Howard, brytyjski chemik, farmaceuta, meteorolog (zm. 1864)
- 1773 – Johann Philipp von Wessenberg, austriacki polityk, dyplomata, premier Cesarstwa Austrii (zm. 1858)
- 1774 – Maria Antonina, księżniczka parmeńska, urszulanka, malarka (zm. 1841)
- 1785 – Achille Charles de Broglie, francuski polityk, premier Francji (zm. 1870)
- 1792 – Victor Cousin, francuski filozof, historyk filozofii (zm. 1867)
- 1793 – Carl Jonas Love Almqvist, szwedzki pastor, nauczyciel, pisarz, kompozytor (zm. 1866)
- 1808 – Francesco de’ Medici di Ottaiano, włoski kardynał (zm. 1857)
- 1809 – Samuel Barron, amerykański komandor (zm. 1888)
- 1811 – Maksymilian II, król Bawarii (zm. 1864)
- 1812 – Ludvig Mathias Lindeman, norweski kompozytor, organista, folklorysta (zm. 1887)
- 1817 – Hisamitsu Shimazu, japoński książę, samuraj (zm. 1887)
- 1818 – Józafat Zielonacki, polski prawnik (zm. 1884)
- 1820 – Friedrich Engels, niemiecki filozof, socjolog, socjalista (zm. 1895)
- 1823:
  - Margaret Jane Mussey Sweat, amerykańska poetka (zm. 1908)
  - Mikołaj Zyblikiewicz, polski adwokat, polityk, prezydent Krakowa (zm. 1887)
- 1829:
  - Jules Férat, francuski malarz, ilustrator (zm. 1898?)
  - Anton Rubinstein, rosyjski pianista, kompozytor, dyrygent pochodzenia żydowskiego (zm. 1894)
- 1831 – Roberts Bartholow, amerykański neurolog (zm. 1904)
- 1832 – Leslie Stephen, brytyjski pisarz, krytyk literacki, historyk, wspinacz (zm. 1904)
- 1839 – Aleksander Michaux, polski poeta pochodzenia belgijskiego (zm. 1895)
- 1841 – Chrétien Waydelich, francuski krokiecista (zm. 1917)
- 1842 – Carl Otto Harz, niemiecki farmaceuta, botanik, mykolog, wykładowca akademicki (zm. 1906)
- 1843 – Émile Bernard, francuski kompozytor, organista (zm. 1902)
- 1850 – Wilhelmina Baumanowa, polska aktorka, śpiewaczka (zm. 1921)
- 1851 – Albert Grey, brytyjski arystokrata, polityk (zm. 1917)
- 1852 – Helena Maria Stollenwerk, niemiecka zakonnica, błogosławiona (zm. 1900)
- 1854 – Gottlieb Haberlandt, austriacki botanik (zm. 1945)
- 1856:
  - Patrick O’Donnell, irlandzki duchowny katolicki, arcybiskup Armagh i prymas Irlandii, kardynał (zm. 1927)
  - Belisario Porras Barahona, panamski prawnik, wojskowy, dziennikarz, dyplomata, polityk, prezydent Panamy (zm. 1942)
- 1857 – Alfons XII Burbon, król Hiszpanii (zm. 1885)
- 1858 – Gejza Bukowski von Stolzenburg, polski geolog, kartograf, paleontolog (zm. 1937)
- 1859 – Wiktor Grzesicki, polski generał major w służbie austro-węgierskiej (zm. 1917)
- 1861 – Jan Chrzciciel Ferreres Boluda, hiszpański jezuita, męczennik, błogosławiony (zm. 1936)
- 1862 – Maria Antonina, infantka portugalska, księżna Parmy (zm. 1959)
- 1864 – James Allen, brytyjski pisarz (zm. 1912)
- 1865 – Maria Berchmana Leidenix, austriacka zakonnica, męczennica, błogosławiona (zm. 1941)
- 1871 – Andrzej Strug, polski pisarz, scenarzysta, publicysta, wolnomularz, żołnierz Legionów, działacz socjalistyczny i niepodległościowy (zm. 1937)
- 1876 – Władysław Szaynok, polski inżynier, przedsiębiorca węgierskiego pochodzenia (zm. 1928)
- 1878:
  - Edith Hannam, brytyjska tenisistka (zm. 1951)
  - Peder Kolstad, norweski polityk, premier Norwegii (zm. 1932)
- 1879 – Andrej Iwanow, bułgarski duchowny prawosławny, działacz komunistyczny (zm. 1923)
- 1880:
  - Aleksandr Błok, rosyjski pisarz (zm. 1921)
  - Edward Eber, polski architekt pochodzenia żydowskiego (zm. 1953)
  - Nils Rinman, szwedzki żeglarz sportowy (zm. 1939)
- 1881 – Stefan Zweig, austriacki pisarz (zm. 1942)
- 1882:
  - Ali Asllani, albański poeta, działacz narodowy, dyplomata (zm. 1966)
  - Henry Oyen, amerykański pisarz pochodzenia norweskiego (zm. 1921)
- 1883 – Leonard Pérez Lários, meksykański męczennik, błogosławiony (zm. 1927)
- 1887:
  - Czesław Falkowski, polski duchowny katolicki, biskup łomżyński (zm. 1969)
  - Ernst Röhm, niemiecki funkcjonariusz nazistowski, szef SA (zm. 1934)
- 1889 – Antoni Bogusławski, polski wojskowy, pisarz, tłumacz (zm. 1956)
- 1892:
  - Andrzej Płachta, polski podpułkownik obserwator (zm. 1974)
  - Reinhard Treptow, niemiecki pilot wojskowy, as myśliwski (zm. ?)
- 1894:
  - Arkady Fiedler, polski pisarz, podróżnik (zm. 1985)
  - Henry Hazlitt, amerykański dziennikarz, krytyk literacki, ekonomista, filozof, wykładowca akademicki (zm. 1993)
  - Aleksandr Iljin-Żeniewski, radziecki szachista, teoretyk szachów, bolszewik, pisarz, historyk, dyplomata (zm. 1941)
- 1895 – Francis Gillet, amerykański pilot wojskowy, as myśliwski (zm. 1969)
- 1896:
  - Józef Koffler, polski kompozytor pochodzenia żydowskiego (zm. 1944?)
  - Lilia Skala, amerykańska aktorka pochodzenia austriackiego (zm. 1994)
- 1897 – Kazimierz Andrzej Jaworski, polski poeta, wydawca, tłumacz, pedagog (zm. 1973)
- 1898 – Andrzej Sternal, polski działacz robotniczy i komunistyczny (zm. 1984)
- 1899:
  - Siemion Kriwoszein, radziecki generał porucznik (zm. 1978)
  - Gustaw Pokrzywka, polski wojskowy mechanik lotniczy (zm. 1987)
- 1900:
  - Stanisław Bąk, polski językoznawca, literaturoznawca (zm. 1981)
  - Léo Lagrange, francuski adwokat, działacz socjalistyczny, polityk (zm. 1940)
- 1901:
  - Óscar Diego Gestido, urugwajski wojskowy, polityk, prezydent Urugwaju (zm. 1967)
  - Robert Urquhart, brytyjski generał-major (zm. 1988)
- 1902 – Andrzej Stańczyk, polski podpułkownik piechoty (zm. 1973)
- 1903:
  - Willy Gervin, duński kolarz torowy (zm. 1951)
  - Anatol Mirowicz, polski językoznawca, rusycysta (zm. 1996)
  - Stanisław Prauss, polski konstruktor lotniczy (zm. 1997)
- 1904:
  - Du Yuming, chiński wojskowy, polityk (zm. 1981)
  - James Eastland, amerykański polityk, senator (zm. 1986)
  - Nancy Mitford, brytyjska pisarka, biografka (zm. 1973)
- 1905 – Josef Smistik, austriacki piłkarz, trener (zm. 1985)
- 1906:
  - Dmitrij Lichaczow, rosyjski historyk literatury, kulturoznawca (zm. 1999)
  - Ernst Pistulla, niemiecki bokser (zm. 1945)
  - Kaj Uldaler, duński piłkarz (zm. 1987)
- 1907:
  - Alberto Moravia, włoski dziennikarz, pisarz, polityk pochodzenia żydowskiego (zm. 1990)
  - Zbigniew Zieliński, polski inżynier architekt (zm. 1968)
- 1908:
  - Franz Cisar, austriacki piłkarz (zm. 1943)
  - Stanisław Koter, polski działacz ruchu ludowego, polityk, poseł na Sejm Ustawodawczy, komendant główny Ludowej Straży Bezpieczeństwa (zm. 1951)
  - Claude Lévi-Strauss, francuski antropolog, socjolog, filozof (zm. 2009)
  - Franciszek Sulik, polski szachista (zm. 2000)
- 1909:
  - Aleksandar Ranković, jugosłowiański polityk (zm. 1983)
  - Erik Strömgren, duński psychiatra (zm. 1993)
- 1910:
  - Heinz Hoffmann, wschodnioniemiecki generał armii, polityk (zm. 1985)
  - Kinuyo Tanaka, japońska aktorka, reżyserka filmowa (zm. 1977)
- 1911:
  - Albert Harris, polski pianista, kompozytor, autor tekstów, piosenkarz pochodzenia żydowskiego (zm. 1974)
  - Bolesław Smulikowski, polski zoolog (zm. 1939)
- 1912:
  - Irena Nowakowska, polska socjolog pochodzenia żydowskiego (zm. 2006)
  - Leonard Torwirt, polski malarz, scenograf, konserwator zabytków (zm. 1967)
- 1913:
  - Tahir Kadare, albański generał-major (zm. 1962)
  - Jaap Kraaier, holenderski kajakarz (zm. 2004)
- 1915
  - Helena Kitowska, polska chemik, podporucznik Armii Krajowej (zm. 2000)
  - Konstantin Simonow, rosyjski prozaik, poeta, dramaturg (zm. 1979)
- 1916:
  - Mary Lilian Baels, belgijska arystokratka, druga żona króla Leopolda III Koburga (zm. 2002)
  - Guy Lapébie, francuski kolarz, szosowy i torowy (zm. 2010)
  - Mika Špiljak, chorwacki polityk, prezydent Jugosławii (zm. 2007)
  - Ramón José Velásquez, wenezuelski historyk, prawnik, dziennikarz, polityk, prezydent Wenezueli (zm. 2014)
- 1918:
  - Peter M. Holt, brytyjski historyk, orientalista (zm. 2006)
  - Fernando Peyroteo, portugalski piłkarz (zm. 1978)
- 1919 – Keith Miller, australijski krykiecista (zm. 2004)
- 1920:
  - René Chocat, francuski koszykarz (zm. 2000)
  - Cecilia Colledge, brytyjska łyżwiarka figurowa (zm. 2008)
  - Jan Nagrabiecki, polski poeta (zm. 2011)
  - Adam Rodziński, polski filozof, etyk, antropolog, filozof kultury (zm. 2014)
  - Marta Straszna, polska aktorka niezawodowa (zm. 1992)
- 1921 – Olav Hagen, norweski biegacz narciarski (zm. 2013)
- 1922:
  - Leszek Lorek, polski reżyser filmów animowanych (zm. 1977)
  - Galina Nowożyłowa, rosyjska aktorka (zm. 2021)
  - Eryka Tyszkówna, polska sanitariuszka AK, uczestniczka powstania warszawskiego (zm. 1944)
- 1923:
  - Helen Delich Bentley, amerykańska polityk (zm. 2016)
  - Jolanta Dworzaczkowa, polska historyk (zm. 2017)
  - Gloria Grahame, amerykańska aktorka (zm. 1981)
  - James Karen, amerykański aktor pochodzenia żydowskiego (zm. 2018)
  - Emilio Rodríguez, hiszpański kolarz szosowy (zm. 1984)
- 1924:
  - Otokar Balcy, polski realizator dźwięku (zm. 2012)
  - Abolfazl Salabi, irański koszykarz (zm. 2020)
- 1925:
  - József Bozsik, węgierski piłkarz (zm. 1978)
  - Luigi Carpaneda, włoski florecista (zm. 2011)
  - Daniela Makulska, polska aktorka (zm. 1996)
  - Kazimierz Michalski, polski pułkownik, agent wywiadu wojskowego, dyplomata (zm. 2006)
- 1926 – Adolf Liwacz, polski matematyk (zm. 2016)
- 1927:
  - Tuanku Abdul Halim, malezyjski przywódca polityczny, sułtan Kedahu, król Malezji (zm. 2017)
  - Roman Kosznik, polski ekonomista, działacz państwowy i gospodarczy (zm. 1974)
  - Michał Markowicz, polski rolnik, polityk, poseł na Sejm RP (zm. 2010)
- 1928:
  - Kazimierz Bobik, polski hodowca koni, działacz jeździecki (zm. 2018)
  - Jan Fotek, polski kompozytor (zm. 2015)
  - Jerzy Krawczyk, polski bokser (zm. 2008)
  - Anna Skoczylas, polska pisarka, poetka, fotografik, taterniczka, alpinistka
  - Joanna Wyszyńska-Prosnak, polska malarka, historyk sztuki, konserwator zabytków (zm. 2009)
- 1929:
  - Giorgio Calabrese, włoski autor tekstów piosenek (zm. 2016)
  - Berry Gordy, amerykański producent muzyczny
  - Zygmunt Hemmerling, polski historyk, politolog (zm. 2023)
  - Paul Fouad Tabet, libański duchowny katolicki, arcybiskup, nuncjusz apostolski (zm. 2009)
- 1930:
  - Mikuláš Athanasov, słowacki zapaśnik (zm. 2005)
  - Lech Budrecki, polski krytyk literacki (zm. 2004)
  - Mieczysław Fęglerski, polski koszykarz (zm. 2011)
  - Günther Theuring, austriacki dyrygent, chórmistrz, pedagog (zm. 2016)
- 1931:
  - Joan Guinjoan, hiszpański pianista, kompozytor (zm. 2019)
  - Arie van Houwelingen, holenderski kolarz szosowy i torowy
  - Hope Lange, amerykańska aktorka (zm. 2003)
  - Thomas Remengesau, palauski polityk, prezydent Palau (zm. 2019)
  - Józef Różański, polski nauczyciel, działacz społeczny, polityk, poseł na Sejm PRL (zm. 2022)
  - Tomi Ungerer, francusko-niemiecki pisarz, ilustrator (zm. 2019)
- 1932:
  - Gato Barbieri, argentyński saksofonista jazzowy, kompozytor (zm. 2016)
  - Telesfor Poźniak, polski slawista, historyk (zm. 2019)
  - Zbigniew Romanowicz, polski matematyk, wykładowca akademicki (zm. 2010)
  - Zinowij Wysokowski, rosyjski aktor (zm. 2009)
- 1933:
  - Józef Bolesław Czekalski, polski górnik (zm. 1981)
  - Joe Knollenberg, amerykański polityk (zm. 2018)
  - Sándor Sára, węgierski reżyser i operator filmowy (zm. 2019)
  - Tadeusz Świątkowski, polski matematyk, wykładowca akademicki (zm. 1994)
- 1934:
  - Pierre Joxe, francuski prawnik, samorządowiec, polityk
  - Bogdan Madej, polski pisarz (zm. 2002)
  - Jaakko Pakkasvirta, fiński reżyser i scenarzysta filmowy (zm. 2018)
  - Claro Pellosis, filipiński lekkoatleta, sprinter (zm. 2019)
  - Stig Persson, szwedzki zapaśnik (zm. 1968)
  - Roy Rea, północnoirlandzki piłkarz, bramkarz (zm. 2005)
  - Georg Weinhold, niemiecki duchowny katolicki, biskup pomocniczy drezdeńsko-miśnieński (zm. 2013)
- 1935:
  - Tadashi Asai, japoński zapaśnik (zm. 1990)
  - Hitachi, japoński książę
  - Żumeken Näżymedenow, kazachski poeta, prozaik (zm. 1983)
- 1936:
  - Micha’el Charisz, izraelski ekonomista, polityk
  - Carol Gilligan, amerykańska feministka, filozof, psycholog rozwojowa, pisarka
  - Aleksander Hałat, polski rzeźbiarz (zm. 2022)
  - Gary Hart, amerykański polityk, senator
  - Théodore-Adrien Sarr, senegalski duchowny katolicki, arcybiskup Dakaru, kardynał
- 1937:
  - Oleg Kopajew, rosyjski piłkarz (zm. 2010)
  - Stanisław Mańkowski, polski inżynier (zm. 2018)
  - Wilbur Ross, amerykański inwestor
- 1938:
  - Tom Regan, amerykański filozof (zm. 2017)
  - Michael Ritchie, amerykański reżyser filmowy (zm. 2001)
- 1939:
  - Noël Kinsella, kanadyjski psycholog, wykładowca akademicki, polityk, przewodniczący Senatu (zm. 2023)
  - Giennadij Wolnow, rosyjski koszykarz (zm. 2008)
- 1940:
  - Bogdan Daleszak, polski dziennikarz, pisarz (zm. 2011)
  - Alberto Gallardo, peruwiański piłkarz, trener (zm. 2001)
  - Henrik Kalocsai, węgierski lekkoatleta, skoczek w dal i trójskoczek (zm. 2012)
  - Jim Neilson, kanadyjski hokeista (zm. 2020)
  - Claude Rault, francuski duchowny katolicki, biskup Al-Aghwat w Algierii
- 1941:
  - Laura Antonelli, włoska aktorka (zm. 2015)
  - Joke Swiebel, holenderska działaczka społeczna, polityk, eurodeputowana
  - Maawija uld Sid’Ahmad Taja, maureatański wojskowy, polityk, premier i prezydent Mauretanii
- 1942:
  - Claude Haldi, szwajcarski kierowca wyścigowy (zm. 2017)
  - Jonasz Kofta, polski poeta, dramaturg, satyryk, autor tekstów piosenek, piosenkarz, malarz pochodzenia żydowskiego (zm. 1988)
- 1943:
  - Anastas Kristofori, albański aktor (zm. 2022)
  - George Miller, australijski reżyser i producent filmowy i telewizyjny (zm. 2023)
  - Randy Newman, amerykański kompozytor, muzyk
- 1944:
  - Rita Mae Brown, amerykańska pisarka, poetka, scenarzystka, feministka
  - Daniel Duval, francuski aktor (zm. 2013)
  - László Komár, węgierski muzyk, piosenkarz (zm. 2012)
  - Timothy Wayne Krajcir, amerykański seryjny morderca
  - James Smillie, australijski aktor pochodzenia szkockiego
- 1945:
  - Hirofumi Nakasone, japoński polityk
  - Georg Volkert, niemiecki piłkarz (zm. 2020)
- 1946:
  - Joe Dante, amerykański reżyser filmowy
  - Kathleen Ellis, amerykańska pływaczka
  - Zdzisław Hoffman, polsko-fiński reżyser filmowy i telewizyjny
  - Nikołaj Korolkow, rosyjski jeździec sportowy (zm. 2024)
  - Jeannine Oppewall, amerykańska scenografka
  - Wolfgang Rott, niemiecki hokeista na trawie
- 1947:
  - Piotr Bażowski, polski neurochirurg (zm. 2020)
  - Barbara Czyż, polska polityk, poseł na Sejm RP
  - Martin Fronc, słowacki nauczyciel akademicki, polityk
  - Gustav Hasford, amerykański pisarz (zm. 1993)
- 1948:
  - Agnieszka Holland, polska reżyserka filmowa i teatralna, scenarzystka filmowa pochodzenia żydowskiego
  - Tadeusz Nowak, polski piłkarz
  - Genaro Sarmeno, salwadorski piłkarz
- 1949:
  - Marek Dąbrowski, polski florecista
  - Aleksandr Godunow, rosyjski tancerz baletowy, choreograf, aktor (zm. 1995)
  - Vanda Juknaitė, litewska pisarka, dramaturg, eseistka
  - Marek Kręglewski, polski chemik, wykładowca akademicki
  - Mychajło Popławski, ukraiński piosenkarz, polityk
  - Alexander Salazar, amerykański duchowny katolicki, biskup pomocniczy Los Angeles pochodzenia kostarykańskiego
  - Paul Shaffer, kanadyjski muzyk, aktor, komik
  - Corneliu Vadim Tudor, rumuński dziennikarz, polityk, eurodeputowany (zm. 2015)
- 1950:
  - Ed Harris, amerykański aktor, reżyser filmowy
  - Russell Alan Hulse, amerykański astrofizyk, laureat Nagrody Nobla
  - Tadeusz Lasocki, polski polityk, poseł na Sejm RP
  - Zdzisław Maszkiewicz, polski związkowiec, polityk, senator RP
  - Roald Poulsen, duński trener piłkarski (zm. 2024)
- 1951:
  - Bobby Chacon, amerykański bokser (zm. 2016)
  - Ewa Harasimowicz, polska brydżystka
  - Janusz Leśniewski, polski aktor (zm. 2020)
  - Carmen Mähr, austriacka lekkoatletka, płotkarka
  - Barbara Morgan, amerykańska nauczycielka, astronautka
  - Jerzy Pogonowski, polski matematyk, językoznawca, logik, profesor nauk humanistycznych (zm. 2024)
- 1952:
  - Pat Cox, irlandzki dziennikarz, polityk, przewodniczący Parlamentu Europejskiego
  - Barbara Tadros, polska siatkarka, trenerka
  - David Zindell, amerykański pisarz science fiction i fantasy
- 1953:
  - Michael Chertoff, amerykański prawnik, polityk
  - Alistair Darling, brytyjski prawnik, polityk, minister transportu, minister ds. Szkocji, minister handlu i przemysłu, kanclerz skarbu (zm. 2023)
  - Ewald Lienen, niemiecki piłkarz, trener
- 1954:
  - Traian T. Coșovei, rumuński poeta (zm. 2014)
  - Jos Daerden, belgijski piłkarz, trener
  - Barbara Grabowska, polska aktorka (zm. 1994)
  - Henryk Mrozek, polski samorządowiec, prezydent Siemianowic Śląskich
  - Anatolij Rozanow, rosyjski producent muzyczny, kompozytor, reżyser dźwiękowy
  - Roman Siedlecki, polski lekkoatleta, sprinter
- 1955:
  - Alessandro Altobelli, włoski piłkarz
  - Michel Amathieu, francuski operator filmowy
  - Antônio Dumas, brazylijski piłkarz, trener (zm. 2019)
  - Piotr Jaroszyński, polski filozof, wykładowca akademicki, publicysta, polityk
  - Teresa Królikowska, polska działaczka samorządowa, polityk, członek zarządu województwa lubelskiego
  - Miguel Ángel Portugal, hiszpański piłkarz, trener
- 1956:
  - Michael Garrison, amerykański twórca i wykonawca muzyki elektronicznej (zm. 2004)
  - Iwona Niedzielska, polska piosenkarka
  - Roberto Zanetti, włoski piosenkarz, kompozytor, producent muzyczny
- 1957:
  - Peeter Järvelaid, estoński prawnik, historyk
  - Mats Jonsson, szwedzki kierowca rajdowy
- 1958:
  - Kriss Akabusi, brytyjski lekkoatleta, sprinter i płotkarz pochodzenia nigeryjskiego
  - Francesc Antich, hiszpański prawnik, samorządowiec, polityk, prezydent Balearów (zm. 2025)
  - Don Collins, amerykański koszykarz
  - Kim Delaney, amerykańska aktorka
  - Krzysztof Gardyna, polski duchowny katolicki, taternik, alpinista
  - Andrzej Kamiński, polski nauczyciel, samorządowiec, polityk, senator RP
  - Uładzimir Karwat, białoruski podpułkownik pilot (zm. 1996)
  - Thom Mathews, amerykański aktor
  - Stefka Sawowa, bułgarska szachistka
  - Jan Stopczyk, polski hokeista
  - Luis Rafael Zarama, amerykański duchowny katolicki pochodzenia kolumbijskiego, biskup pomocniczy Atlanty, biskup Raleigh
  - Zbigniew Ziejewski, polski polityk, samorządowiec, poseł na Sejm RP
- 1959:
  - Lorenzo Dellai, włoski samorządowiec, polityk
  - Maria Ernestam, szwedzka dziennikarka, pisarka
  - Judd Nelson, amerykański aktor, producent i scenarzysta filmowy
  - František Raboň (ojciec), czeski kolarz torowy i szosowy
  - Stephen Roche, irlandzki kolarz szosowy
  - Piotr Soszyński, polski gitarzysta, współzałożyciel i członek zespołu Super Duo (zm. 2018)
  - Miki Matsubara, japońska piosenkarka (zm. 2004)
- 1960:
  - Víctor Fernández, hiszpański piłkarz, trener
  - John Galliano, brytyjski projektant mody
- 1961:
  - Krzysztof Bąkowski, polski skrzypek
  - Martin Clunes, brytyjski aktor, komik, reżyser filmowy
  - Alfonso Cuarón, meksykański reżyser, scenarzysta, montażysta i producent filmowy
  - Bruce Derlin, nowozelandzki tenisista
  - Māris Kučinskis, łotewski samorządowiec, polityk, premier Łotwy
  - Karol Maśliński, polski samorządowiec, prezydent Zgierza
  - Jonathan Mostow, amerykański reżyser filmowy
- 1962:
  - Mohamed Al-Jawad, saudyjski piłkarz
  - Matt Cameron, amerykański perkusista, członek zespołów: Pearl Jam i Soundgarden
  - Magnus Rasmussen, farerski nauczyciel, samorządowiec, polityk
  - Dariusz Ratajczak, polski historyk, publicysta (zm. 2010)
  - Jon Rønningen, norweski zapaśnik
  - Jon Stewart, amerykański komik, aktor
  - Wiesław Walendziak, polski dziennikarz, publicysta, menedżer, polityk, poseł na Sejm RP
- 1963:
  - Brendan Cahill, amerykański duchowny katolicki, biskup Victorii w Teksasie
  - Armando Iannucci, szkocki satyryk, komik, aktor, reżyser, scenarzysta i producent filmowy pochodzenia włoskiego
  - Lee Jae-seok, południowokoreański zapaśnik
  - Oumar Tatam Ly, malijski polityk, premier Mali
- 1964:
  - Giorgi Bagaturow, gruziński szachista
  - Michael Bennet, amerykański polityk, senator
  - Armin Bittner, niemiecki narciarz alpejski
  - Sherko Fatah, niemiecki pisarz pochodzenia kurdyjskiego
  - Jörg Helmdach, niemiecki zapaśnik
  - Romana Jerković, chorwacka lekarka, wykładowczyni akademicka, działaczka samorządowa, polityk, eurodeputowana
  - Cezary Kaźmierczak, polski publicysta, wydawca, przedsiębiorca, działacz gospodarczy
  - Bogdan Latosiński, polski samorządowiec, polityk, poseł na Sejm RP
  - Gabriela Matečná, słowacka agronom, urzędniczka państwowa, polityk, minister rolnictwa i rozwoju obszarów wiejskich, wicepremier
  - Mikael Pentikäinen, fiński dziennikarz, menedżer mediowy,
  - Roy Tarpley, amerykański koszykarz (zm. 2015)
  - Etienne Vetö, francuski duchowny katolicki, biskup pomocniczy Reims
- 1965:
  - Rustem Dautow, niemiecki szachista pochodzenia rosyjskiego
  - Kirił Georgiew, bułgarski szachista
  - Octavio Mora, meksykański piłkarz, trener
  - Francisco Ramírez, meksykański piłkarz, trener
  - Adrian Rollinson, brytyjski strongman
  - Arkadiusz Sobczyk, polski prawnik, wykładowca akademicki
  - Matt Williams, amerykański baseballista
- 1966:
  - Arkadiusz Nowak, polski duchowny katolicki, kamilianin, działacz społeczny
  - Ulrike Schweikert, niemiecka pisarka
- 1967:
  - Adam Bobryk, polski socjolog, dziennikarz, samorządowiec
  - Marcel Ciolacu, rumuński polityk, przewodniczący Izby Deputowanych
  - Chris Heaton-Harris, brytyjski polityk
  - Dubravko Pavličić, chorwacki piłkarz (zm. 2012)
  - Saeed-Ahmed Saeed, emiracki szachista
  - Anna Nicole Smith, amerykańska modelka, aktorka (zm. 2007)
  - José del Solar, peruwiański piłkarz, trener
- 1968:
  - Clas Brede Bråthen, norweski skoczek narciarski
  - Maciej Luśnia, polski aktor (zm. 2024)
  - Dawn Robinson, amerykańska wokalistka, członkini zespołu En Vogue
  - Stephanie Storp, niemiecka lekkoatletka, kulomiotka
  - Astrid Williamson, szkocka piosenkarka, keyboardzistka, kompozytorka, autorka tekstów
- 1969:
  - Martin Cummins, kanadyjski aktor
  - Sonia O’Sullivan, irlandzka lekkoatletka, biegaczka długodystansowa
  - Justyna Sieńczyłło, polska aktorka
  - Trace Worthington, amerykański narciarz dowolny
- 1970:
  - Jan Michaelsen, duński piłkarz
  - Édouard Philippe, francuski polityk, premier Francji
  - Steve Smyth, amerykański gitarzysta, członek zespołu Forbidden
- 1971:
  - Weronika Marczuk, ukraińska aktorka, producentka filmowa
  - Gylve Nagell, norweski kompozytor, multiinstrumentalista, członek zespołu Darkthrone
  - Pawieł Szaramiet, białoruski dziennikarz (zm. 2016)
- 1972:
  - Agnieszka Gozdyra, polska dziennikarka i prezenterka telewizyjna
  - Anastasia Kielesidu, grecka lekkoatletka, dyskobolka
  - Sergiu Secu, mołdawski piłkarz, trener
  - Jesper Strömblad, szwedzki gitarzysta, członek zespołu In Flames
  - Katarzyna Teodorowicz-Lisowska, polska tenisistka
- 1973:
  - Jowita Budnik, polska aktorka
  - Jade Puget, amerykański gitarzysta, członek zespołu AFI
  - Agnieszka Spyrka, polska malarka, graficzka, ilustratorka (zm. 2008)
  - Donatas Vencevičius, litewski piłkarz, trener
- 1974:
  - apl.de.ap, amerykański raper, producent muzyczny, perkusista
  - Paweł Jakubiak, polski hokeista na trawie
  - Małgorzata Kordowicz, polska rabinka
  - Desmond Noel, grenadyjski piłkarz, bramkarz
  - Grzegorz Pluta, polski szermierz, paraolimpijczyk
  - Styles P, amerykański raper
- 1975:
  - Ekaterina Dafowska, bułgarska biathlonistka
  - Wiktar Łukaszenka, białoruski polityk
  - Sigurd Wongraven, norweski muzyk, wokalista, kompozytor, autor tekstów, członek zespołu Satyricon
- 1976:
  - Renate Aichinger, austriacka pisarka, poetka, dramatopisarka, reżyserka teatralna
  - Mickaël Dogbé, togijski piłkarz
  - Lucia Ďuriš Nicholsonová, słowacka dziennikarka, polityk, eurodeputowana
  - Gordan Kožulj, chorwacki pływak
  - Ryan Kwanten, australijski aktor, model
  - Tara Llanes, amerykańska kolarka górska
  - Aitor Ocio, hiszpański piłkarz narodowości baskijskiej
  - Łukasz Piebiak, polski prawnik, sędzia, urzędnik państwowy
  - Lucía Puenzo, argentyńska pisarka, reżyserka filmowa
- 1977:
  - Fabio Grosso, włoski piłkarz, trener
  - Acer Nethercott, brytyjski wioślarz (zm. 2013)
  - Jean Paulista, brazylijski piłkarz
  - Leszek Starczan, polski piłkarz ręczny
  - DeMya Walker, amerykańska koszykarka
- 1978:
  - Ayman Abdelaziz, egipski piłkarz
  - Ulugʻbek Baqoyev, uzbecki piłkarz
  - Aimee Garcia, amerykańska aktorka
  - Franck Junillon, francuski piłkarz ręczny
  - Mehdi Nafti, tunezyjski piłkarz
  - Tomohiro Nagatsuka, japoński kolarz torowy
- 1979:
  - Jaroslav Balaštík, czeski hokeista
  - Chamillionaire, amerykański raper
  - Thomas Lurz, niemiecki pływak długodystansowy
  - Yvonne Magwas, niemiecka polityk, wiceprzewodnicząca Bundestagu
  - Ondřej Štěpánek, czeski kajakarz górski
  - Katarzyna Strączy, polska tenisistka
- 1980:
  - Ondřej Klášterka, czeski kompozytor, producent muzyczny, multiinstrumentalista, autor tekstów, członek zespołów: Stíny Plamenů, Umbrtka, Trollech, War for War, Quercus
  - Ivo Klec, słowacki tenisista
  - Dariusz Kmiecik, polski dziennikarz (zm. 2014)
  - Tomasz Kowal, polski strongman
  - Jana Panowa, kirgiska zapaśniczka
  - Stuart Taylor, angielski piłkarz, bramkarz
- 1981:
  - Fabienne Meyer, szwajcarska bobsleistka
  - Louise Bourgoin, francuska aktorka, modelka, prezenterka telewizyjna
  - Justyna Dysarz, polska jeźdźczyni sportowa
  - Ludwig Paischer, austriacki judoka
- 1982:
  - Leandro Barbosa, brazylijski siatkarz
  - Monique Coker, amerykańska koszykarka
  - Zhao Tingting, chińska badmintonistka
- 1983:
  - Robert Milczarek, polski siatkarz
  - Édouard Roger-Vasselin, francuski tenisista
  - Wanja Stambołowa, bułgarska lekkoatletka, płotkarka i sprinterka
  - Maija Tīruma, łotewska saneczkarka
  - Nelson Valdez, paragwajski piłkarz
- 1984:
  - Chigozie Agbim, nigeryjski piłkarz, bramkarz
  - Andrew Bogut, australijski koszykarz pochodzenia chorwackiego
  - Marc-André Fleury, kanadyjski hokeista, bramkarz
  - Amber Hearn, nowozelandzka piłkarka
  - Dušan Perniš, słowacki piłkarz, bramkarz
  - Alan Ritchson, amerykański aktor, model, wokalista
  - Trey Songz, amerykański wokalista, producent muzyczny, aktor
  - Martina Stella, włoska aktorka
  - Mary Elizabeth Winstead, amerykańska aktorka
- 1985:
  - Brayan Beckeles, honduraski piłkarz
  - Douglas Csima, kanadyjski wioślarz
  - Abner Mares, meksykański bokser
  - Caitlin McClatchey, brytyjska pływaczka
  - Landry N’Guémo, kameruński piłkarz (zm. 2024)
  - Álvaro Pereira, urugwajski piłkarz
  - Shy’m, francuska piosenkarka
  - Justyna Wasilewska, polska aktorka
- 1986:
  - Edyta Jasińska, polska kolarka szosowa i torowa
  - Magdalena Piekarska, polska szpadzistka
  - Johnny Simmons, amerykański aktor
  - Christopher Richard Stringini, amerykański wokalista, członek zespołu US5
  - Alfred Kirwa Yego, kenijski lekkoatleta, średniodystansowiec
- 1987:
  - Karen Gillan, brytyjska aktorka, modelka
  - Granwald Scott, południowoafrykański piłkarz
- 1988:
  - Arnold Bouka Moutou, kongijski piłkarz
  - Hiroki Fujiharu, japoński piłkarz
  - Yami Gautam, indyjska aktorka
  - Sunday Mba, nigeryjski piłkarz
  - Florencia Molinero, argentyńska tenisistka
  - Lloyd Palun, gaboński piłkarz
  - René Holten Poulsen, duński kajakarz
  - Marko Tarabochia, bośniacki piłkarz ręczny pochodzenia chorwackiego
- 1989:
  - Jelizaweta Bryzhina, ukraińska lekkoatletka, sprinterka
  - Josh Magette, amerykański koszykarz
- 1990:
  - Dedryck Boyata, belgijski piłkarz pochodzenia kongijskiego
  - Romain Édouard, francuski szachista
  - Sandra Gasparini, włoska saneczkarka
  - Edis Görgülü, turecki piosenkarz
  - Stephanie Morton, australijska kolarka torowa
  - Bradley Smith, brytyjski motocyklista wyścigowy
  - Zivert, rosyjska piosenkarka
- 1991:
  - Scott Allan, szkocki piłkarz
  - Emilio Gómez, ekwadorski tenisista
  - Alexander Krieger, niemiecki kolarz szosowy
  - Daniel Pek, polski lekkoatleta, paraolimpijczyk
- 1992:
  - Malick Evouna, gaboński piłkarz
  - Adam Hicks, amerykański raper, aktor
  - Jake Miller, amerykański raper
- 1994:
  - Maksat Atabaýev, turkmeński szachista
  - Eryk Gruca, polski perkusista, kompozytor, członek zespołu The Trepp
  - Nao Hibino, japońska tenisistka
  - Szota Partenadze, gruziński zapaśnik
  - Jhonatan Restrepo, kolumbijski kolarz szosowy i torowy
- 1995:
  - Jelizawieta Bazarowa, rosyjska pływaczka
  - Thomas Didillon, francuski piłkarz, bramkarz
  - Tin Jedvaj, chorwacki piłkarz
  - Kanisha Jimenez, portorykańska siatkarka
  - Vic Law, amerykański koszykarz
  - Rasmus Rändvee, estoński piosenkarz
- 1996 – Katarzyna Zdziebło, polska lekkoatletka, chodziarka
- 1997:
  - Urko Berrade, hiszpański kolarz szosowy
  - Julija Łewczenko, ukraińska lekkoatletka, skoczkini wzwyż
  - Mostafa Mohamed, egipski piłkarz
- 1998:
  - Adalberto Carrasquilla, panamski piłkarz
  - Patrick Gasienica, amerykański skoczek narciarski (zm. 2023)
- 1999:
  - Leo Østigård, norweski piłkarz
  - Owen Wijndal, holenderski piłkarz
- 2000:
  - Emiliana Arango, kolumbijska tenisistka
  - Lars Kindlimann, szwajcarski skoczek narciarski
  - Michał Kroczak, polski koszykarz
  - Nao Kusaka, japoński zapaśnik
  - Julia Ulbricht, niemiecka lekkoatletka, oszczepniczka
- 2001:
  - Brandon Boston, amerykański koszykarz
  - Victor Santos, portorykański zapaśnik
  - Yuka Ueno, japońska florecistka
- 2002:
  - Khattab Al-Ani, iracki zapaśnik
  - Farès Chaïbi, algierski piłkarz
  - Destiny Udogie, włoski piłkarz pochodzenia nigeryjskiego
- 2003 – Antoni Scardina, polski piosenkarz, aktor
- 2005:
  - Harshita Mor, indyjska zapaśniczka
  - Dominika Ullmann, polska koszykarka

## Zmarli
- 741 – Grzegorz III, papież, święty (ur. ?)
- 987 – Symeon Metafrastes, bizantyński mnich, hagiograf, święty prawosławny (ur. ?)
- 1217 – Richard de Clare, angielski możnowładca (ur. 1162)
- 1231 – Waldemar Młodszy, duński książę (ur. 1209)
- 1476 – Jakub z Marchii, włoski franciszkanin, legat papieski, misjonarz, święty (ur. 1393)
- 1514 – Hartmann Schedel, niemiecki lekarz, humanista, historyk (ur. 1440)
- 1531 – Jadwiga Podiebradówna, księżniczka ziębicko-oleśnicka, margrabina brandenburska (ur. 1508)
- 1559 – Benedykt Koźmińczyk, polski humanista, poeta, kaznodzieja, profesor Akademii Krakowskiej (ur. 1497)
- 1585:
  - Hernando Franco, hiszpański kompozytor (ur. 1532)
  - Maciej Wielicki, polski duchowny katolicki, biskup pomocniczy kujawsko-pomorski (ur. ?)
- 1610 – Lorenzo Scupoli, włoski duchowny katolicki, filozof (ur. ok. 1530)
- 1627:
  - Arend Dickmann, holenderski żeglarz, admirał polskiej floty wojennej (ur. 1572)
  - Nils Göransson Stiernsköld, szwedzki admirał (ur. 1583)
- 1640 – Joazaf I, patriarcha Moskwy i całej Rusi (ur. ?)
- 1651 – (lub 26 listopada) Henry Ireton, angielski dowódca wojskowy, polityk (ur. 1611)
- 1652 – Bartholomeus van Bassen, niderlandzki architekt, malarz (ur. ok. 1590)
- 1680 – Giovanni Lorenzo Bernini, włoski rzeźbiarz, architekt, malarz (ur. 1598)
- 1685:
  - Maffeo Barberini, włoski arystokrata, polityk (ur. 1631)
  - Nicolas de Neufville de Villeroy, francuski polityk, wojskowy, marszałek Francji (ur. 1598)
- 1688 – Bohuslav Balbín, czeski jezuita, pisarz, historyk, pedagog (ur. 1621)
- 1694 – Bashō Matsuo, japoński poeta (ur. 1644)
- 1695 – Giovanni Colonna, włoski kompozytor, organista, organmistrz, pedagog (ur. 1637)
- 1698 – Louis de Buade de Frontenac, francuski wojskowy, gubernator Nowej Francji (ur. 1622)
- 1726 – Magdalena Sybilla, księżniczka Saksonii-Weißenfels, księżna Saksonii-Eisenach (ur. 1673)
- 1748 – Jacques Loeillet, flamandzki kompozytor, oboista (ur. 1685)
- 1774 – Carl Groddeck, niemiecki polityk, burmistrz Gdańska (ur. 1699)
- 1784 – Antoni Chavalier Grimaldi, władca Monako (ur. 1697)
- 1785 – William Whipple, amerykański polityk (ur. 1730)
- 1787 – Maciej Maurycy Starzeński, polski szlachcic, polityk (ur. 1717)
- 1788 – Gabriel Wodziński, polski duchowny katolicki, biskup smoleński (ur. 1727)
- 1794:
  - Cesare Beccaria, włoski prawnik, pisarz polityczny (ur. 1738)
  - Friedrich Wilhelm von Steuben, pruski kapitan, amerykański generał (ur. 1730)
- 1801:
  - Déodat Gratet de Dolomieu, francuski geolog, wulkanolog, podróżnik (ur. 1750)
  - Stanisław Kostka Krajewski, polski szlachcic, polityk (ur. 1746)
- 1812 – Michał Antosiewicz, polski porucznik (ur. ?)
- 1821 – Aleksander Potkański, polski szlachcic, polityk (ur. ok. 1748)
- 1822 – Mulaj Sulajman, sułtan Maroka (ur. 1760)
- 1826 – Francis Rawdon-Hastings, brytyjski arystokrata, generał, polityk (ur. 1754)
- 1835 – Andrzej Trần Văn Trông, wietnamski męczennik i święty katolicki (ur. 1808 lub 14)
- 1845:
  - Melecjusz III, ekumeniczny patriarcha Konstantynopola (ur. 1772)
  - Karol Teofil Załuski, polski ziemianin, polityk, dyplomata, uczestnik powstania listopadowego (ur. 1794)
- 1848 – Amelia Wirtemberska, księżna Saksonii-Altenburg (ur. 1799)
- 1849:
  - Evaristo Pérez de Castro, hiszpański dyplomata, polityk, pierwszy sekretarz stanu (ur. 1778)
  - Francisco de Haro, meksykański podporucznik piechoty, polityk, pierwszy alkad Yerba Buena (późniejszego San Francisco) (ur. 1792)
- 1850 – Wincenty Raszewski, polski aktor (ur. ?)
- 1851 – Vincenz Priessnitz, śląski chłop, samouk w dziedzinie medycyny naturalnej i niekonwencjonalnej (ur. 1799)
- 1859 – Washington Irving, amerykański pisarz, historyk, dyplomata (ur. 1783)
- 1860 – Christian von Bunsen, niemiecki naukowiec, polityk, dyplomata (ur. 1791)
- 1864 – Jacob Broom, amerykański polityk (ur. 1808)
- 1870 – Frédéric Bazille, francuski malarz (ur. 1841)
- 1878 – Orson Hyde, amerykański mormoński przywódca religijny, polityk (ur. 1805)
- 1885 – Edward Seymour, brytyjski arystokrata, polityk (ur. 1804)
- 1889 – Giuseppe Vaccaro, włoski malarz, rzeźbiarz (ur. 1793)
- 1891:
  - Barbara Anczyc, polska aktorka (ur. 1800)
  - Otto von der Mülbe, pruski generał piechoty (ur. 1801)
- 1893 – Alexander Cunningham, brytyjski inżynier wojskowy, archeolog (ur. 1814)
- 1897 – Maksymilian Gumplowicz, polski historyk, słowianofil pochodzenia żydowskiego (ur. 1864)
- 1898 – Conrad Ferdinand Meyer, szwajcarski pisarz (ur. 1825)
- 1899 – Virginia Oldoini, francuska kurtyzana (ur. 1837)
- 1904:
  - Hermann de Pourtalès, szwajcarski żeglarz sportowy (ur. 1847)
  - Matthew Ridley, brytyjski arystokrata, polityk (ur. 1842)
- 1907:
  - Iwan Lichaczow, rosyjski wiceadmirał, dyplomata, uczony, poliglota (ur. 1816)
  - Józef Pisz, polski wydawca, księgarz, drukarz, redaktor (ur. 1845)
  - Stanisław Wyspiański, polski dramaturg, poeta, tłumacz, malarz, grafik, architekt, projektant mebli, witrażysta (ur. 1869)
- 1908 – Bronisława Anczyc, polska aktorka (ur. 1830)
- 1910 – Jakub Heilpern, polski inżynier mechanik, szachista pochodzenia żydowskiego (ur. 1850)
- 1911 – Louis Adolf Gölsdorf, austriacki inżynier, konstruktor lokomotyw (ur. 1837)
- 1913:
  - Regina Kamińska, polska aktorka pochodzenia żydowskiego (ur. 1894)
  - Henry Potonié, niemiecki paleobotanik, wykładowca akademicki (ur. 1857)
- 1914:
  - Johann Wilhelm Hittorf, niemiecki fizyk, chemik, wykładowca akademicki (ur. 1824)
  - James Stopford, brytyjski arystokrata, wojskowy, polityk (ur. 1823)
  - Andrzej Zajkowski, polski drzeworytnik (ur. 1851)
- 1915:
  - Mubarak Al-Sabah, emir Kuwejtu (ur. 1837)
  - Stanisław Loewenhardt, polski lekarz, uczestnik powstania styczniowego, działacz emigracyjny (ur. 1838)
  - Ferdinand Sarrien, francuski polityk, premier Francji (ur. 1840)
- 1916:
  - Franciszek Rozwadowski, polski ziemianin, działacz społeczny i gospodarczy, polityk (ur. 1848)
  - Martinus Theunis Steyn, burski polityk, prezydent Wolnego Państwa Orania (ur. 1857)
- 1917 – Grigorij Suk, rosyjski pilot wojskowy, as myśliwski (ur. 1896)
- 1920 – Ernest Bandrowski, polski chemik, wykładowca akademicki, polityk (ur. 1853)
- 1922:
  - Jeorjos Chadzianestis, grecki generał (ur. 1863)
  - Dimitrios Gunaris, grecki polityk, premier Grecji (ur. 1867)
  - Petros Protopapadakis, grecki polityk, premier Grecji (ur. 1854)
- 1924 – John Bingham Roberts, amerykański chirurg, wykładowca akademicki (ur. 1852)
- 1925 – Alfred Pérot, francuski fizyk, wynalazca (ur. 1863)
- 1928:
  - Antoni Bohdanowicz, polski urolog (ur. 1858)
  - Władysław Chmielewski, polski rotmistrz (ur. 1884)
  - Frank F. Fletcher, amerykański admirał (ur. 1855)
- 1930 – Konstantyn Vl, ekumeniczny patriarcha Konstantynopola (ur. 1860)
- 1932:
  - Maurycy Mann, polski historyk literatury (ur. 1880)
  - Hans Much, niemiecki lekarz bakteriolog i ftyzjatra, pisarz (ur. 1880)
- 1934:
  - Stanisław Eksner, rosyjski pianista, kompozytor, pedagog pochodzenia polskiego (ur. 1859)
  - Andrzej Radziszewski, polski działacz komunistyczny, ekonomista, krytyk literacki (ur. 1886)
- 1935:
  - Erich Moritz von Hornbostel, niemiecki etnomuzykolog (ur. 1877)
  - Michał Milewski, polski generał brygady (ur. 1875)
  - Hans von Praschma, niemiecki ziemianin, urzędnik, polityk (ur. 1867)
  - Levi Wells Prentice, amerykański malarz (ur. 1851)
- 1936:
  - Alojzy Campos Górriz, hiszpański prawnik, męczennik, błogosławiony (ur. 1905)
  - Fedir Szczerbyna, ukraiński ekonomista, socjolog, historyk, polityk (ur. 1849)
- 1937:
  - Ernest Appoga, radziecki komkor (ur. 1898)
  - Paweł (Galkowski), rosyjski biskup prawosławny (ur. 1864)
  - Janusz Żuławski, polski major kawalerii, dziennikarz, pisarz, taternik (ur. 1885)
- 1938 – Stefan Glixelli, polski romanista (ur. 1888)
- 1939 – James Naismith, kanadyjski lekarz, twórca zasad koszykówki (ur. 1861)
- 1940:
  - Giorgio Graffer, włoski pilot wojskowy, as myśliwski (ur. 1912)
  - Jesse Lauriston Livermore, amerykański gracz giełdowy (ur. 1877)
  - Harald Sandberg, szwedzki żeglarz sportowy (ur. 1883)
- 1941:
  - Jan Przanowski, polski prawnik, adwokat, polityk, poseł na Sejm RP (ur. 1873)
  - Szymon Tenenbaum, polski entomolog, podróżnik, pedagog pochodzenia żydowskiego (ur. 1892)
- 1942:
  - Carmelo Borg Pisani, maltański faszysta, nacjonalista, kolaborant (ur. 1915)
  - Marceli Nowotko, polski działacz komunistyczny, I sekretarz KC PPR (ur. 1893)
- 1943:
  - Aleksander Hellat, estoński polityk, dyplomata (ur. 1881)
  - Stefan Jodłowski, polski działacz komunistyczny, żołnierz Gwardii Ludowej (ur. 1907)
  - Michaił Kabanow, radziecki sierżant (ur. 1919)
- 1944 – Walter Herold, niemiecki generał major (ur. 1897)
- 1945:
  - Dwight Davis, amerykański polityk, tenisista, fundator Pucharu Davisa (ur. 1879)
  - Stanisław Kijak, polski podpułkownik dyplomowany (ur. 1898)
  - Jan Kloska, polski inżynier leśnictwa, wykładowca akademicki (ur. 1886)
- 1946 – Maria Izabela Wiłucka-Kowalska, polska przełożona generalna Zgromadzenia Sióstr Mariawitek, biskupka Starokatolickiego Kościoła Mariawitów (ur. 1890)
- 1947:
  - Maria Immaculata Burbon-Sycylijska, księżniczka Królestwa Obojga Sycylii i księżniczka Saksonii (ur. 1890)
  - Philippe Marie Leclerc, francuski generał, marszałek Francji (ur. 1902)
- 1948 – George Horine, amerykański lekkoatleta, skoczek wzwyż (ur. 1890)
- 1950 – Jan Śmidowicz, polski inżynier, specjalista budownictwa wodnego (ur. 1879)
- 1951 – Sergiusz Schilling-Siengalewicz, polski lekarz, specjalista medycyny sądowej, toksykolog (ur. 1886)
- 1952:
  - Helena Petrowić-Niegosz, księżniczka czarnogórska, księżna Neapolu, królowa Włoch, cesarzowa Etiopii, królowa Albanii (ur. 1873)
  - Józef Wimmer, polski podpułkownik piechoty (ur. 1890)
- 1954:
  - Arka Bożek, śląski działacz narodowy, polityk (ur. 1899)
  - Enrico Fermi, włoski fizyk teoretyczny, laureat Nagrody Nobla (ur. 1901)
  - Karol Rolle, polski ceramik, pedagog, polityk, samorządowiec, senator RP, prezydent Krakowa pochodzenia niemieckiego (ur. 1871)
- 1955 – Harry Karstens, amerykański wspinacz, przewodnik górski (ur. 1878)
- 1956:
  - Walerian Bierdiajew, polski dyrygent, pedagog (ur. 1885)
  - Edward Cockayne, brytyjski lekarz, entomolog (ur. 1880)
  - Jan Gadziński, polski działacz rewolucyjny i komunistyczny (ur. 1887)
  - Pranas Gudavičius, litewski lekarz, działacz społeczny, polityk (ur. 1876)
- 1957 – Osbert Guy Stanhope Crawford, brytyjski archeolog (ur. 1886)
- 1958 – Karl Flink, niemiecki piłkarz, trener (ur. 1895)
- 1959 – Grigorij Archangielski, rosyjski piłkarz, trener (ur. 1896)
- 1960:
  - Wojciech Banaszak, polski rolnik, samorządowiec, polityk, senator RP (ur. 1868)
  - Dirk Jan de Geer, holenderski prawnik, polityk, premier Holandii (ur. 1870)
  - Richard Wright, amerykański pisarz (ur. 1908)
- 1962 – Wilhelmina, królowa Holandii (ur. 1880)
- 1964 – Ville Pörhölä, fiński lekkoatleta, młociarz i kulomiot (ur. 1897)
- 1965 – Aslaug Vaa, norweska poetka, dramatopisarka (ur. 1889)
- 1966:
  - Józef Eichstädt, polski kontrabasista, pedagog (ur. 1906)
  - Vittorio Giannini, amerykański kompozytor pochodzenia włoskiego (ur. 1903)
  - Ferenc Szűts, węgierski gimnastyk (ur. 1891)
- 1967:
  - Szczepan Szydelski, polski duchowny katolicki, historyk Kościoła, wykładowca akademicki, polityk, poseł na Sejm RP (ur. 1872)
  - Léon M’ba, gaboński polityk, pierwszy prezydent Gabonu (ur. 1902)
- 1968:
  - Franciszek Dragan, polski malarz (ur. 1911)
  - Wanda Dubieńska, polska sportsmenka (ur. 1895)
- 1969 – Elbert Frank Cox, amerykański matematyk (ur. 1895)
- 1970:
  - Jan Drda, czeski dziennikarz, dramaturg, prozaik (ur. 1915)
  - Stefan Sienicki, polski architekt, projektant wnętrz, wykładowca akademicki (ur. 1897)
  - Fritz von Unruh, niemiecki prozaik, poeta, dramaturg (ur. 1885)
- 1971 – Grantley Herbert Adams, barbadoski polityk, premier Barbadosu i Federacji Indii Zachodnich (ur. 1898)
- 1972:
  - Cor Blekemolen, holenderski kolarz torowy i szosowy (ur. 1894)
  - Sebastian Flizak, polski etnograf, muzealnik (ur. 1881)
  - Stanisław Haras, polski nauczyciel, działacz krajoznawczy, przewodnik turystyczny (ur. 1886)
  - Sybilla Koburg, szwedzka księżna (ur. 1908)
- 1973 – Sara Lipska, polska malarka pochodzenia żydowskiego (ur. 1882)
- 1974:
- Konstantin Mielnikow, rosyjski architekt, malarz (ur. 1890)
- Andrzej Płachta, polski podpułkownik obserwator (ur. 1892)
- 1975 – Józef Pocwa, polski piłkarz (ur. 1928)
- 1976:
  - Humberto Elgueta, chilijski piłkarz (ur. 1904)
  - Rosalind Russell, amerykańska aktorka (ur. 1907)
- 1977:
  - Harold Cagle, amerykański lekkoatleta, sprinter (ur. 1913)
  - Krsto Špoljar, chorwacki prozaik, poeta (ur. 1930)
- 1978 – Fernando Peyroteo, portugalski piłkarz, trener (ur. 1918)
- 1979 – Waleria Tomaszewicz, polska pisarka (ur. 1901)
- 1980 – Keith Caldwell, nowozelandzki pilot wojskowy, as myśliwski (ur. 1895)
- 1981:
  - Arthur Jensen, duński aktor (ur. 1897)
  - Marcel Raymond, szwajcarski krytyk literacki (ur. 1897)
- 1982:
  - Aleksandr Bielakow, radziecki generał porucznik lotnictwa, polityk (ur. 1897)
  - Helena, księżniczka grecka i duńska (ur. 1896)
  - Franciszek Maj, polski rolnik, polityk, poseł na Sejm PRL (ur. 1911)
- 1983 – Stefan Skoumal, austriacki piłkarz (ur. 1909)
- 1985 – Josef Smistik, austriacki piłkarz, trener (ur. 1905)
- 1986 – Urszula Łukomska, polska gimnastyczka (ur. 1926)
- 1987:
  - Wolfgang Liebeneiner, niemiecki aktor, reżyser i scenarzysta filmowy (ur. 1905)
  - Stanisław Szenic, polski prawnik, pisarz, varsavianista (ur. 1904)
- 1988 – Daniił Kazakiewicz, radziecki generał lejtnant, polityk (ur. 1902)
- 1989:
  - Janusz Burakiewicz, polski ekonomista, polityk, minister żeglugi, dyplomata (ur. 1916)
  - Ernesto Civardi, włoski kardynał, wysoki urzędnik Kurii Rzymskie (ur. 1906)
  - Gieorgij Iliwicki, rosyjski szachista (ur. 1921)
  - Pua Kealoha, amerykański pływak pochodzenia hawajskiego (ur. 1902)
- 1990:
  - Tamara De Treaux, amerykańska aktorka (ur. 1959)
  - Francisco Godia, hiszpański kierowca wyścigowy (ur. 1921)
  - Jerzy Stefan Langrod, polski prawnik, wykładowca akademicki pochodzenia żydowskiego (ur. 1903)
  - Władysław Rubin, polski duchowny katolicki, biskup pomocniczy gnieźnieński, wysoki urzędnik Kurii Rzymskiej, kardynał (ur. 1917)
  - Tadeusz Zygadło, polski skrzypek (ur. 1907)
- 1991 – Jefim Sławski, radziecki wojskowy, inżynier, polityk (ur. 1898)
- 1992:
  - Frank Armi, amerykański kierowca wyścigowy (ur. 1918)
  - Sidney Nolan, australijski malarz (ur. 1917)
  - Helena Szołdrska, polska archeolog, prehistoryk, wykładowczyni akademicka, żołnierz AK (ur. 1909)
- 1993:
  - Kenneth Connor, brytyjski aktor (ur. 1916)
  - Jerry Edmonton, kanadyjski perkusista, członek zespołu Steppenwolf (ur. 1946)
  - Joe Kelly, irlandzki kierowca wyścigowy (ur. 1913)
  - Garry Moore, amerykański komik, gospodarz teleturnieju (ur. 1915)
  - Jewgienij Pticzkin, rosyjski kompozytor (ur. 1930)
- 1994:
  - Jeffrey Dahmer, amerykański seryjny morderca (ur. 1960)
  - Vicente Enrique y Tarancón, hiszpański duchowny katolicki, arcybiskup Oviedo, Toledo i Madrytu, prymas Hiszpanii, kardynał (ur. 1907)
- 1995:
  - Suhan Babaýew, turkmeński i radziecki polityk (ur. 1910)
  - Brunhilde Hendrix, niemiecka lekkoatletka, sprinterka (ur. 1938)
- 1996:
  - Stanisław Cynarski, polski historyk, pisarz (ur. 1923)
  - Don McNeill, amerykański tenisista (ur. 1918)
- 1997 – Thomas Evenson, brytyjski lekkoatleta, długodystansowiec (ur. 1910)
- 1998 – Kerry Thornley, amerykański pisarz, publicysta (ur. 1938)
- 1999 – Sidney Patterson, australijski kolarz torowy i szosowy (ur. 1927)
- 2000 – Michał Ślaski, polski aktor operetkowy, reżyser (ur. 1913)
- 2001:
  - Gleb Łozino-Łozinski, ukraiński inżynier, konstruktor lotniczy i kosmiczny (ur. 1910)
  - Henryk Nowara, polski bokser, trener (ur. 1924)
  - Igor Stieczkin, rosyjski inżynier, konstruktor broni strzeleckiej (ur. 1922)
- 2002 – Stanisław Padlewski, polski nauczyciel, trener siatkarski, samorządowiec, prezydent Mysłowic (ur. 1947)
- 2003:
  - Marek Garbala, polski poeta, krytyk literacki (ur. 1943)
  - Terry Lester, amerykański aktor (ur. 1950)
- 2005:
  - Ryszard Krzyżanowski, polski aktor (ur. 1929)
  - Tony Meehan, brytyjski perkusista, członek zespołu The Shadows (ur. 1943)
  - Władysław Wandor, polski kolarz torowy i szosowy, trener (ur. 1914)
- 2006:
  - Jan Drzewiecki, polski pianista, kompozytor, pedagog muzyczny (ur. 1938)
  - Maximilian Merkel, austriacki piłkarz, trener (ur. 1918)
- 2007 – Tony Holland, brytyjski scenarzysta telewizyjny (ur. 1940)
- 2008:
  - Henryk Janduda, polski piłkarz, trener (ur. 1924)
  - Gierman Skurygin, rosyjski lekkoatleta, chodziarz (ur. 1963)
- 2009:
  - Tony Kendall, włoski model, aktor (ur. 1936)
  - Jan Kuczyński, polski zapaśnik (ur. 1935)
- 2010:
  - Zbyszko Bednorz, polski pisarz (ur. 1913)
  - Władimir Masłaczenko, ukraiński piłkarz, bramkarz (ur. 1936)
  - Leslie Nielsen, kanadyjski aktor, komik (ur. 1926)
- 2011:
  - Vittorio De Seta, włoski reżyser filmowy (ur. 1923)
  - Paweł Komorowski, polski reżyser i scenarzysta filmowy (ur. 1930)
  - Charles Kowal, amerykański astronom amator (ur. 1940)
  - Ante Marković, chorwacki polityk, premier Jugosławii (ur. 1924)
  - Józef Raszewski, polski działacz opozycji antykomunistycznej (ur. 1936)
- 2012:
  - Knut Ahnlund, szwedzki historyk literatury, pisarz (ur. 1923)
  - José Maria Fidélis dos Santos, brazylijski piłkarz (ur. 1944)
  - Stanisław Olas, polski prawnik, polityk, poseł na Sejm RP (ur. 1937)
- 2013:
  - Mitja Ribičič, słoweński polityk, premier Jugosławii (ur. 1919)
  - Max Georg von Twickel, niemiecki duchowny katolicki, biskup Münster (ur. 1926)
- 2014 – Lucidio Sentimenti, włoski piłkarz (ur. 1920)
- 2015:
  - Gerry Byrne, angielski piłkarz (ur. 1938)
  - Federico O. Escaler, filipiński duchowny katolicki, jezuita, prałat terytorialny Kidapawan i Ipil (ur. 1922)
  - Barbro Hiort af Ornäs, szwedzka aktorka (ur. 1921)
  - Aleksander Kopeć, polski inżynier, polityk (ur. 1932)
  - Andrzej Kowalczyk, polski koszykarz, trener (ur. 1954)
  - Maurice Strong, kanadyjski przedsiębiorca, polityk, dyplomata, wicesekretarz generalny ONZ (ur. 1929)
  - O‘tkir Sultonov, uzbecki polityk, premier Uzbekistanu (ur. 1939)
  - Tomasz Tomczykiewicz, polski polityk, wiceminister gospodarki, poseł na Sejm RP (ur. 1961)
- 2016:
  - Jim Delligatti, amerykański przedsiębiorca (ur. 1918)
  - Adolfo Horta, kubański bokser (ur. 1957)
  - Jan Jaskanis, polski archeolog (ur. 1932)
  - Paweł Sarnecki, polski prawnik, konstytucjonalista (ur. 1939)
  - Mark Tajmanow, rosyjski szachista, pianista (ur. 1926)
  - Van Williams, amerykański aktor (ur. 1934)
  - Ofiary katastrofy samolotu Avro RJ-85 w kolumbijskim La Unión:
  - Matheus Biteco, brazylijski piłkarz (ur. 1995)
  - Caio Júnior, brazylijski piłkarz, trener (ur. 1965)
  - Everton Kempes dos Santos Gonçalves, brazylijski piłkarz (ur. 1982)
  - Filipe Machado, brazylijski piłkarz (ur. 1984)
  - Mário Sérgio Pontes de Paiva, brazylijski piłkarz, trener, komentator sportowy (ur. 1950)
  - Bruno Rangel, brazylijski piłkarz (ur. 1981)
  - Cléber Santana, brazylijski piłkarz (ur. 1981)
  - Thiego, brazylijski piłkarz (ur. 1986)
- 2017:
  - Krzysztof Bara, polski wokalista, lider zespołu Wańka Wstańka (ur. 1966)
  - Edward Kalisz, polski aktor (ur. 1951)
  - Rafael Llano Cifuentes, brazylijski duchowny katolicki, biskup Nova Friburgo (ur. 1933)
  - Roman Mycielski, polski biolog (ur. 1933)
  - Zdeněk Šreiner, czeski piłkarz (ur. 1954)
- 2018:
  - Nicanor de Carvalho, brazylijski trener piłkarski (ur. 1947)
  - Maria Lorentz, polska historyk sztuki, polityk, poseł na Sejm PRL (ur. 1930)
  - Robert Morris, amerykański rzeźbiarz, artysta konceptualny, pisarz (ur. 1931)
  - Ed Pastor, amerykański polityk (ur. 1943)
- 2019:
  - Tadeusz Bratus, polski kompozytor, aranżer, animator kultury (ur. 1949)
  - Ernest Cabo, gwadelupski duchowny katolicki, biskup Basse-Terre (ur. 1932)
  - Pim Verbeek, holenderski piłkarz, trener (ur. 1956)
- 2020:
  - Clifton Bertrand, trynidadzko-tobagijski lekkoatleta, sprinter (ur. 1936)
  - Marco Dino Brogi, włoski duchowny katolicki, arcybiskup, oficjał w Sekretariacie Stanu Stolicy Apostolskiej (ur. 1932)
  - Jan Kilian, polski przedsiębiorca, polityk, poseł na Sejm RP (ur. 1953)
  - Bonifácio Piccinini, brazylijski duchowny katolicki, arcybiskup Cuiaby (ur. 1929)
  - Maria Piechotka, polska architekt, uczestniczka powstania warszawskiego, polityk, poseł na Sejm PRL (ur. 1920)
  - David Prowse, brytyjski aktor, sztangista, kulturysta (ur. 1935)
- 2021:
  - Virgil Abloh, amerykański projektant mody, producent muzyczny (ur. 1980)
  - Roman Buchta, polski inżynier, samorządowiec, prezydent Krosna (ur. 1940)
  - Wojciech Dadak, polski prawnik, kryminolog, socjolog, psycholog (ur. 1960)
  - Aleksandr Gradski, rosyjski piosenkarz, pieśniarz, poeta, autor tekstów, kompozytor, gitarzysta (ur. 1949)
  - Bogdan Kulik, polski perkusista jazzowy (ur. 1948)
  - Norodom Ranariddh, kambodżański książę, polityk, premier Kambodży (ur. 1944)
  - Frank Williams, brytyjski inżynier, założyciel i szef zespołu Williams F1 (ur. 1942)
- 2022:
  - Clarence Gilyard, amerykański aktor (ur. 1955)
  - Tomáš Kvapil, czeski samorządowiec, polityk, minister rozwoju regionalnego (ur. 1955)
- 2023:
  - Josip Čorak, chorwacki zapaśnik (ur. 1943)
  - Charles Munger, amerykański przedsiębiorca, miliarder, inwestor giełdowy, wiceprezes Berkshire Hathaway (ur. 1924)
  - Allan Rogers, brytyjski polityk, eurodeputowany (ur. 1932)
- 2024:
  - Zdzisław Baszak, polski wojskowy, generał brygady, żołnierz AK, działacz kombatancki (ur. 1920)
  - Ananda Krishnan, malezyjski przedsiębiorca, miliarder, właściciel platformy telewizyjnej Astro (ur. 1938)
  - Przemysław Kwiek, polski rzeźbiarz, malarz, autor instalacji, filmów, interwencji, performer (ur. 1945)
  - Czesław Kur, polski judoka, trener (ur. 1943)
  - Silvia Pinal, meksykańska aktorka (ur. 1931)